# Törbel
Törbel (gsw. Terbil) – miejscowość i gmina (Politische Gemeinde) w południowej Szwajcarii, w kantonie Valais, w okręgu (Bezirk) Visp. Leży nad rzeką Mattervispa.

## Demografia
W Törbel mieszka 498 osób. W 2021 roku 3,2% populacji gminy stanowiły osoby urodzone poza Szwajcarią. 